# Удар дракона (фильм)
«Последний дракон» (англ. The Last Dragon) — американский кинофильм 1985 года.

## Сюжет
Молодой чернокожий любитель боевых искусств, одержимый ими настолько, что одевается и ведёт себя в стиле, который он сам считает китайским, ищет учителя, чтобы достичь «сияния» — высшего уровня искусства. За время поисков он влюбляется в начинающую певицу, и теперь ему придётся сражаться не только с гангстерами и мастерами рукопашного боя, но и с алчным продюсером.

## В ролях
- Таймак — Лерой Грин
- Вэнити — Лора Чарльз
- Кристофер Марни — Эдди Аркадиан
- Джулиус Кэрри — Шо’нафф / сёгун Гарлема
- Фэйт Принс — Анджела Вираччо
- Лео О’Брайен — Ричи Грин
- Майк Старр — Рок
- Джим Муди — папаша Грин
- Киша Найт Пуллиам — София Грин
- Уильям Мэйси — Джей Джей

## Награды и номинации
Список наград приведён в соответствии с данными IMDb.
| Год  | Премия                      | Категория             | Имя                                                     | Результат |
| ---- | --------------------------- | --------------------- | ------------------------------------------------------- | --------- |
| 1986 | Кинопремия «Золотой глобус» | Лучшая песня к фильму | Дайан Уоррен за песню «Rhythm of the Night»             | Номинация |
| 1986 | Кинопремия «Золотая малина» | Худшая песня к фильму | Норман Уитфилд и Брюс Миллер за песню «The Last Dragon» | Номинация |
| 1986 | Кинопремия «Золотая малина» | Худшая песня к фильму | Билл Вулфер и Вэнити за песню «7th Heaven»              | Номинация |